# El Mirador, Mariano Escobedo
El Mirador är en ort i Mexiko.   Den ligger i kommunen Mariano Escobedo och delstaten Veracruz, i den sydöstra delen av landet, 220 km öster om huvudstaden Mexico City. El Mirador ligger 1 439 meter över havet och antalet invånare är 876.
Terrängen runt El Mirador är kuperad österut, men västerut är den bergig. Runt El Mirador är det mycket tätbefolkat, med 1 361 invånare per kvadratkilometer. Närmaste större samhälle är Orizaba, 5,8 km söder om El Mirador. Trakten runt El Mirador består till största delen av jordbruksmark.